# Тарас (село)
Тарас (каз. Тарас) — село в Аксуском районе Жетысуской области Казахстана. Входит в состав Карасуского сельского округа. Код КАТО — 193255300.

## Население
В 1999 году население села составляло 439 человек (228 мужчин и 211 женщин). По данным переписи 2009 года, в селе проживало 325 человек (163 мужчины и 162 женщины).